# Улица Ферсмана (Москва)
У́лица Фе́рсмана — улица, расположенная в Юго-западном административном округе (ЮЗАО) Москвы, входящая в состав района Академический. Улица Ферсмана идёт от улицы Вавилова и кончается тупиком, не дойдя 50 метров до Проспекта 60-летия Октября. Ближайшее метро — Академическая.

## Происхождение названия

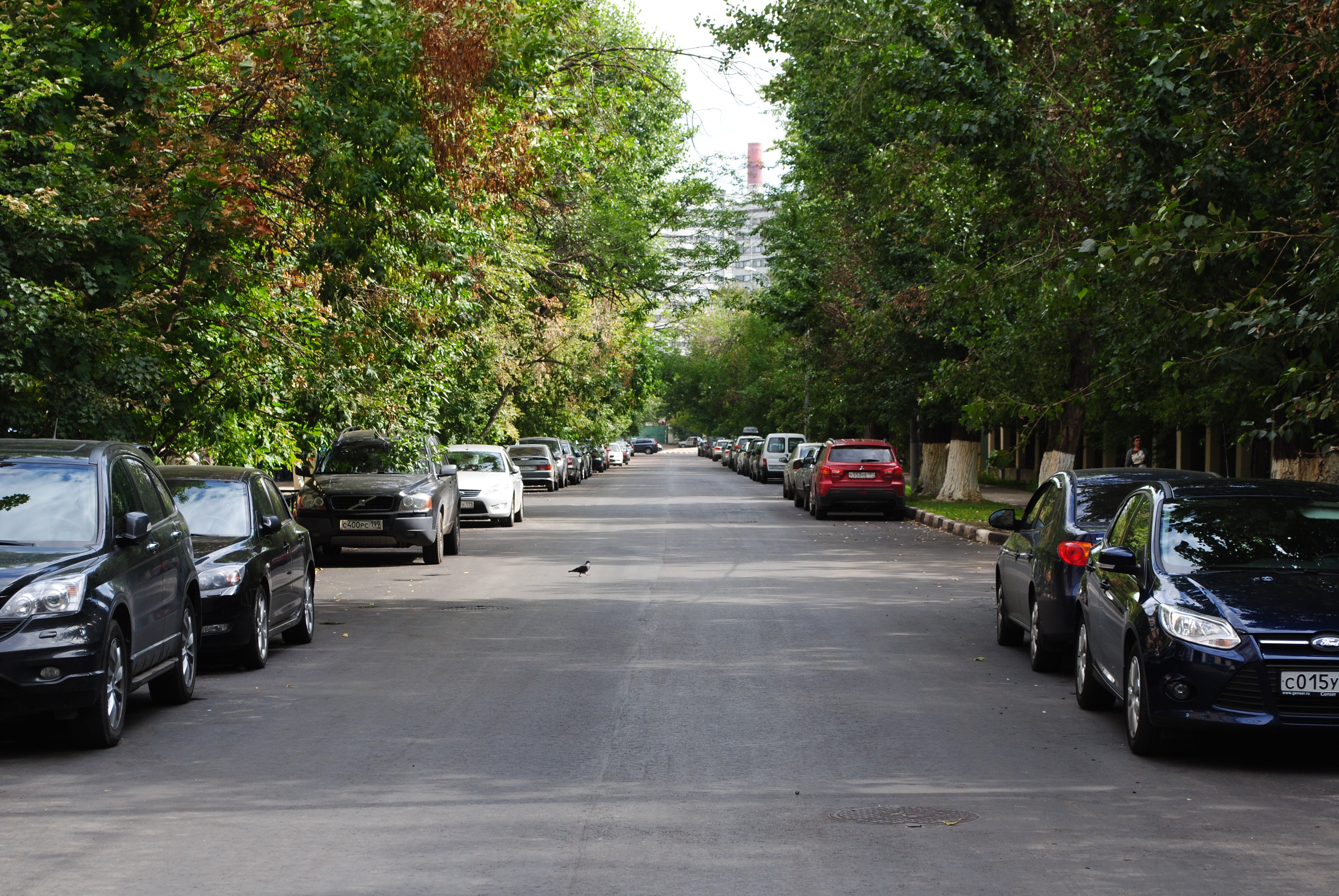
Улица Ферсмана (вид в сторону тупика)

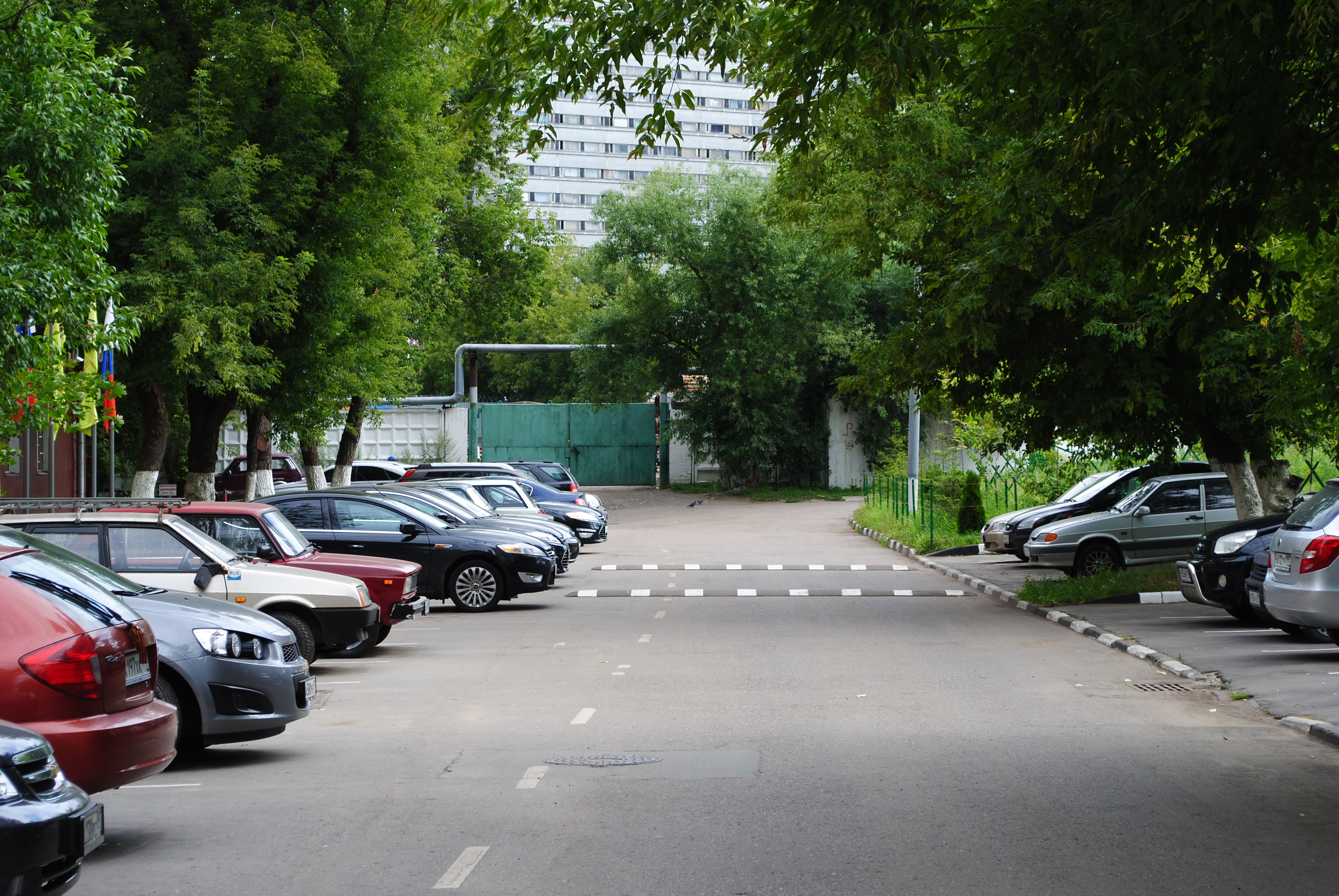
Тупик в конце улицы Ферсмана

Первоначально это был 3-й Академический проезд, один из четырёх существовавших в то время номерных Академических проездов. Современное название дано в 1963 году в честь академика Александра Евгеньевича Ферсмана (1883—1945), минералога и геохимика. Ферсман был активным организатором использования минеральных ресурсов страны, блестящий популяризатор науки, автором книг «Путешествия за камнем», «Воспоминания о камне».

## Примечательные здания и сооружения
- № 3, корп. 1 — жилой дом. Здесь жили советский и российский физик-экспериментатор И. Л. Фабелинский[1], учёный в области горного дела А. М. Терпигорев[2], тюрколог Э. Р. Тенишев[3], учёный в области электроники Д. В. Зернов[4], физикохимик Н. С. Ениколопов[5].
- № 9 — жилой дом. Здесь жили учёный в области программирования М. Р. Шура-Бура[6], советский и российский математик Владимиров, Василий Сергеевич
- 11 — жилой дом (2001—2003, архитекторы А. Бавыкин, М. Марек, Г. Гурьянов и др.)[7].